# Wolfhalden
Wolfhalden je obec ve švýcarském kantonu Appenzell Ausserrhoden. Nachází se v severovýchodní části kantonu, asi 22 kilometrů severovýchodně od Herisau. Žije zde přibližně 1 800 obyvatel.

## Geografie
Obec Wolfhalden se nachází v oblasti zvané Appenzeller Vorderland mezi Heidenem a Walzenhausenem, 300 výškových metrů nad Bodamským jezerem. Nejnižším bodem obce je Tobelmüli ve výšce 448 m, nejvyšší bod je za horou Guggenbühl na hranici s Heidenem ve výšce 921 m. Obec je rozdělena na různé vesnice, z nichž některé jsou od sebe vzdáleny. Obec je uprostřed rozdělena nápadným vrchem Klusbachtobel.
Wolfhalden má celkovou rozlohu 696 ha. Z toho je 95 hektarů obydlených, 379 hektarů zemědělských a 220 hektarů lesů a hájoven. Zbývající dva hektary jsou považovány za neproduktivní půdu.

## Historie

Wolfhalden (1949)

Statky Hasli a Sonder jsou doloženy již v roce 1225. Ve 13. a 14. století patřilo území Wolfhalden k panství Trogen a spolu se zbytkem Kurzenbergu církevně náleželo k biskupskému dvoru Thal a bailiku Rheineck. 11. června 1445 se ve staré curyšské válce odehrála bitva u Wolfhaldenu, v níž Appenzelové porazili habsburské Rakousko. 6. června 1445 se v bitvě u Wolfhaldenu odehrála bitva u Wolfhaldenu. Ve zprávě o bitvě v kronice Hanse Fründa je v roce 1445 poprvé zmíněn místní název Wolfhalden. Neexistují však žádné důkazy o tom, že by v té době již existovala osada.
Po appenzellských válkách v letech 1401 až 1429 tvořil Wolfhalden spolu s Lutzenbergem a Heidenem obec Kurzenberg. Do roku 1652 patřil Kurzenberg k farnosti Thal, která kolem roku 1529 přestoupila k reformaci. Protože se kurzenberským zdála cesta do kostela v Thalu příliš dlouhá a reformovaní se cítili ve farním kostele znevýhodněni, bylo rozhodnuto postavit si vlastní kostel. Vznikl spor s Heidenem o místo. V roce 1651 dala Velká rada přednost umístění v Heidenu a zároveň bohatý občan Johannes Bänziger věnoval peníze na kostel ve Wolfhaldenu. To nakonec vedlo k tomu, že v roce 1652 byla během jednoho týdne vysvěcena nová církevní stavba v Heidenu i ve Wolfhaldenu.
V roce 1658 získal Wolfhalden právo volit si vlastní hejtmany a radní. Obec se tak stala politicky nezávislou. K rozdělení společně užívaného allmendu Kurzenberg, a tím i k vymezení obecních hranic mezi Heidenem, Lutzenbergem a Wolfhaldenem došlo až v letech 1771 až 1772.
Hladomor v roce 1816 těžce zasáhl východní Švýcarsko, včetně Wolfhaldenu. V důsledku špatného léta zemřelo mnoho lidí. Kromě hladu zasáhly v roce 1817 také epidemie a nemoci. Když byl fond pro pomoc chudým téměř prázdný, odkázal mlynářský mistr Hans Heinrich Zürcher-Niederer obci 1000 guldenů, načež hladomor značně polevil.
V roce 1827 byl postaven hostinec Gasthaus zum Friedberg. Zpočátku sloužil jako obytný dům. V roce 1836 byl dům přestavěn na chlapecký vzdělávací ústav. Po smrti tehdejšího majitele koupil dům lékař Karl Zürcher a přestavěl jej na Kurhaus Friedberg. Po dlouhou dobu byl hostinec jediným místem ve Wolfhaldenu, kde se mohli ubytovat lázeňští hosté. Od roku 1894 podporoval turistický ruch nově založený lázeňský spolek a hosty přijímaly četné hostince a penziony. Vypuknutí první světové války v roce 1914 dočasně ukončilo turistický ruch.
Výstavba Mittellandstrasse v letech 1856–1859 z Teufenu přes Trogen, Wald, Heiden a Wolfhalden do Rheinecku vedla k tomu, že se dřívější rozvolněná vesnice kolem wolfhaldenského kostela stále více rozvíjela v vesnici s centrální ulicí. U Mittellandstrasse byl krytý dřevěný most z roku 1666 přes potok Klusbach nahrazen pevným kamenným mostem. Postavil ho stavitelský mistr Johann Konrad Bischofberger z Heidenu a patřil k největším umělým stavbám v oblasti té doby. Díky nové silnici zažil Wolfhalden hospodářský rozmach: mimo jiné byla založena spořitelna, vznikl vesnický čtenářský spolek, byla postavena nová budova vesnické školy s poštou a kostel byl vybaven varhanami. Důležitou hnací silou této prosperity byl textilní průmysl.
V roce 1903 bylo v Ausserrhodenu pouze pět osobních automobilů. Přesto byl v Heidenu vytvořen výbor, který chtěl zavést automobilové kurzy na trase Rheineck – Wolfhalden – Heiden – Trogen. Od roku 1906 jezdily z Heidenu do Rheinecku místo starých dostavníků pravidelné omnibusy. Protože na Mittellandstrasse docházelo k velkému poškozování železných zářezů, bylo nutné v roce 1912 investovat do plných gumových pneumatik. Musel být také zakoupen vůz na kropení, aby se vypořádal s obrovským množstvím prachu.
Wolfhalden se nachází na svahu v severovýchodním cípu Švýcarska s výhledem na Bodamské jezero, Německo a Vorarlbersko. To představovalo nebezpečí během obou světových válek. Již během první světové války byly zřízeny občanské milice a posílen hasičský sbor. Válečné období bylo také krizové, protože rodiny odvedenců zůstávaly bez zásob, protože byl nedostatek potravin, panovala inflace a upadalo vyšívání. Tkalci hedvábí měli stále práci, ale byli špatně placeni. V roce 1918 navíc řádila španělská chřipka. Péče o chudé v Bürgerheimu stála obrovské peníze a na plánované rozšíření nebyly prostředky. Během druhé světové války museli majitelé více než 20 akrů půdy sázet brambory nebo obilí. Z Wolfhaldenu bylo možné pozorovat bombardování německých měst na Bodamském jezeře.
V poválečném období bylo domácí tkalcovství na statcích stále více nahrazováno továrnami. Obec Wolfhalden tuto industrializaci podporovala a továrny se stavěly v centrálních polohách, mechanizace zemědělství umožnila zvětšovat farmy a mnoho drobných zemědělců se jí vzdalo. Motorizace také vedla k tomu, že se Wolfhalden stal rezidenční obcí pro lidi, kteří pracovali mimo ni. V roce 1966 bylo založeno družstvo „Pro Wolfhalden“, které podporovalo bytovou výstavbu. Když chtělo družstvo zbourat hostinec Gemsli v Zelgu kvůli novostavbě, zasáhl památkový spolek. Výsledkem bylo, že Wolfhalden získal první místní územní plán, který reguloval stavební činnost.

## Obyvatelstvo
| Rok            | 1667 | 1813 | 1850 | 1870 | 1888 | 1900 | 1920 | 1941 | 1960 | 1980 | 2000 | 2010 | 2020 | 2022 |
| Počet obyvatel | 1215 | 1996 | 2212 | 2404 | 2623 | 2786 | 2659 | 2159 | 2023 | 1632 | 1689 | 1710 | 1873 | 1866 |

## Hospodářství

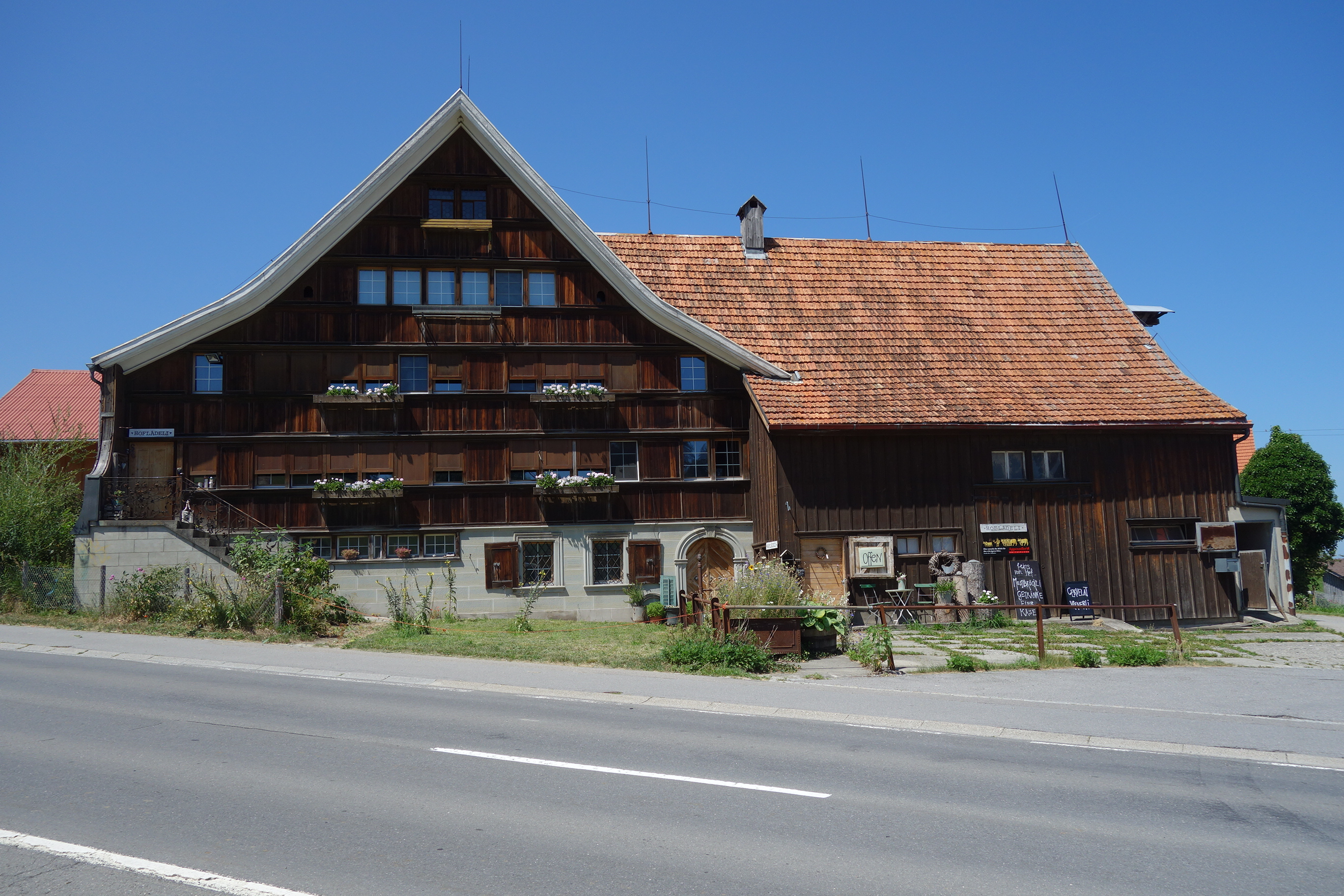
Tradiční usedlost v obci

Od založení obce bylo hlavním zaměstnáním zemědělství, chov dobytka, vinařství a textilní průmysl. Orná půda a vinařství zanikly po roce 1945. O významu chovu hospodářských zvířat svědčí různé zemědělské organizace: Již v roce 1861 byla založena pojišťovna hospodářských zvířat a v roce 1898 zemědělský spolek. V roce 1905 zakoupilo Alpské a zemědělské družstvo (Alp- und Landwirtschaftliche Genossenschaft) Schüssenalp nad Urnäschem k letnímu chovu dobytka, od roku 1907 zde působí také družstvo pro chov skotu.